# Politique étrangère des Palaos
Contrairement à certains autres États insulaires indépendants de la région, la politique étrangère des Palaos cherche à étendre les relations du pays avec différents espaces hors-Pacifique. Le pays dispose donc de bonnes relations avec de nombreux pays de la région mais aussi d'Asie et d'Europe sans parler de la relation centrale qu'elle a établie avec les États-Unis. Le pays ayant obtenu son indépendance en 1994 des mêmes États-Unis, il reste encore aujourd'hui en libre association avec son ancienne métropole. Les Palaos ont par ailleurs été à l'origine de nombreuses initiatives ces dernières années notamment sur la thématique du réchauffement climatique en collaborant  avec d'autres États de la région.

## Relations avec les États-Unis
Le lien qui lit les États-Unis aux Palaos est quasiment une question vitale pour la survie et la pérennité de l'Etat. Cette relation si privilégiée débute en 1945 alors que les soldats américains tentent de contrer la progression japonaise dans l'océan Pacifique. Par ailleurs Washington deviendra l'administrateur de ce nouveau territoire et les Palaos resteront une colonie américaine jusqu'en 1994. Cependant cette date ne marque pas une rupture diplomatique avec l'ancienne métropole, bien au contraire les liens avec Washington restent forts y compris après l'obtention pour le pays du statut d'indépendance. Cela est notamment due au fait que les États-Unis soient toujours responsables de certains aspects comme les questions de défense liées à l'archipel. Le Traité de libre-association garantit la prise en charge de la défense et de la sécurité du pays, par conséquent la république des Palaos ne possède aucune armée. Cet accord valide pour une durée de 50 ans devait s'accompagner d'une aide financière de 450 millions de dollars américain distribués sur une durée totale de 15 ans. Ce versement a pris fin en 2009 et a notamment servi au financement de plusieurs programmes fédéraux. Ces aides ont été prolongées à l'issue du renouvellement des accords de libre association entre les deux pays lors d'une rencontre en 2010.
Les liens diplomatiques forts entre les deux pays se sont encore illustrés cette même année quand la république des Palaos a accepté d’accueillir plusieurs détenus chinois issus de la prison de Guantanamo. Ces détenus musulmans provenant de la région du Xinjiang n'ont pu trouver refuge dans leur pays d'origine, et ce, à la suite du refus des autorités chinoises de les accueillir sur leur sol. Cependant, cette décision n'a pas rencontré l'approbation des Paluans, ceux-ci ayant peur des problèmes d'intégration et surtout de l'impact sur le tourisme.
La république des Palaos possède un consulat général aux États-Unis, plus précisément à Washington D.C. Les Palaos ont par ailleurs nommé un ambassadeur, Hersey Kyota, auprès des États-Unis.

## Relations avec l’Asie
La république des Palaos maintient de très bonnes relations avec certains pays d'Asie de l'Est et du Sud-Est comme Taïwan, la république de Corée, le Japon ou encore les Philippines. Les Palaos reconnaissent d'ailleurs le statut de pays indépendant à Taïwan. Tous ces pays disposent d'une représentation diplomatique à Melekeok, la capitale administrative du pays. Ces états sont aussi les principaux bailleurs de fonds du pays avec les États-Unis.

## Implication sur la scène diplomatique mondiale
Depuis plusieurs années, les Palaos se sont fortement impliquées dans le domaine du changement climatique. En ce sens, les Palaos partagent les préoccupations de nombreux autres états micronésiens comme la république des Kiribati. Les Palaos sont à l'origine du Micronesia challenge, un programme de protection naturelle de l'environnement. Celui-ci a été repris par plusieurs états d'Océanie comme les États fédérés de Micronésie, la république des îles Marshall, Guam et les îles Mariannes du Nord. Ce programme prévoit la protection d'au moins 30 % des ressources maritimes proches du littoral et 20 % des richesses terrestres.
Les Palaos sont aussi à l'origine d'une résolution portée devant l'ONU visant à solliciter la Cour internationale de justice avec pour but de mettre face à leur responsabilité les états émettant beaucoup de gaz à effet de serre.
Les Palaos sont des parties à l'accord de Nauru concernant la pêche.